# Isola (Cevo)
(Gregorio Brunelli, «Curiosi Trattenimenti contenenti ragguagli Sacri e profani dei Popoli Camuni», 1698)
Isola (l'Isula in dialetto camuno) è una frazione del comune di Cevo in Val Saviore, tributaria della Val Camonica.

## Origini del nome
Si suppone che il nome Isola derivi dal fatto che sorga, come uno scoglio, alla confluenza tra il Poia proveniente dalla Valsaviore e il rio Piz, che scende dal Lago d'Arno.

## Storia
Era abitato fin dall’antichità, tanto che il 20 maggio 1680 don Giovanni Battista Rizzi ebbe il permesso di costruire una piccola chiesa. D’inverno quel miglio da fare per raggiungere la chiesa più vicina era scomodo per tutti. Già nella contrada esisteva un capitelletto intitolato a San Francesco di Paola. Ma ci stavano strette anche le 26 anime di allora. Divenne così un tempio.
Nel 1870 contava 30 abitanti. 

A dicembre 2010, dopo la scomparsa di un anziano del paese, il piccolo borgo non conta più nessun residente.

## Monumenti e luoghi d'interesse

### Architetture religiose
Le chiese di Isola sono:
- Chiesa di San Francesco da Paola.

Centrale Idroelettrica
La centrale è stata dismessa nel 1973 e tutt’oggi è ancora in vendita.
Cimitero Militare
C'è anche un altro posto del borgo al quale gli abitanti sono particolarmente legati. È l'ex cimitero militare nel quale vennero sepolti gli 85 soldati che il 3 aprile 1916 morirono nella valanga che travolse la caserma Campelio, al lago d'Arno. "Non sembra nemmeno un cimitero con tutto quel verde attorno", commenta la signora Rita. L'ultimo a essere sepolto è stato il signor Carmelo Silvestri, il 6 settembre scorso. Era un ex abitante di Isola che da anni viveva in provincia di Torino, ma aveva espressamente chiesto di tornare a riposare nella sua Isola. Ché, seppur "fantasma", continua a esserci.